# Самуково
Саму́ково (чув. Самоккасси) — деревня в Чебоксарском районе Чувашской Республики России. Входит в состав Сарабакасинского сельского поселения.
Проживают чуваши.

## Название
Существует версия возникновения названия деревни: «Одними из первых людей, кто выселился из Введенского Иккова на территорию современной деревни Самуково были два брата Самук и Илендей. Именно в честь старшего брата Самука и был назван выселок, который в последующем стал деревней Самуково».

## География
Деревня находится в северной части Чувашии, в пределах Чувашского плато, в зоне хвойно-широколиственных лесов, на расстоянии примерно 7 километров (по прямой) от посёлка городского типа Кугеси, административного центра района, 14 километров (по прямой) до города Чебоксары, республиканского центра.

### Климат
Климат характеризуется как умеренно континентальный, с умеренно морозной зимой и тёплым летом. Среднегодовая температура воздуха — 2,9 °С. Средняя температура воздуха самого тёплого месяца (июля) — 16,5 — 19,5 °C (абсолютный максимум — 37 °C); самого холодного (января) — −13 °C (абсолютный минимум — −44 °C). Среднегодовое количество осадков составляет около 513 мм, из которых 70 % выпадает в тёплый период.

## История
Деревню основали в 18 веке выходцы из д. Второе Икково (ныне с. Икково).
Жители до 1866 государственные крестьяне, которые занимались земледелием, животноводством, лесоразработкой, кулеткачеством, прочими промыслами. В 1916 открыта земская двухклассная школа. В начале 20 века функционировала водяная мельница. В 1929 образован колхоз им. Ворошилова.

### Административно-территориальная принадлежность
Деревня входила в состав Кувшинской волости Чебоксарского уезда в 18-19 веке, с 1862 года в составе Тогашевской волости, Чебоксарского района — с 1927 года.

## Население
| 2010 | 2012 |
| ---- | ---- |
| 91   | ↗94  |

### Историческая численность населения
Число дворов и жителей:
- 1780 год — 52 муж., 47 жен.;
- 1858 год — 109 муж., 116 жен.;
- 1897 год — 188 муж., 177 жен.;
- 1926 год — 95 дворов, 185 муж., 202 жен.;
- 1939 год — 170 муж., 209 жен.;
- 1979 год — 43 муж., 79 жен.;
- 2002 год — 46 дворов, 62 чел.: 32 муж., 30 жен.
- 2010 год — 92 чел.

## Известные земляки
- Георгий Ирхи — чувашский поэт.

## Инфраструктура
Сельский клуб не функционировал какое-то время — в настоящее время действует для торжественных мероприятий во время государственных праздников. Магазин из-за нерентабельности так же закрыт — здание находится в аварийном состоянии (июль 2022 г.), но действует автолавка благодаря которой жители деревни могут приобретать продукты питания и необходимые товары. Ближайший магазин — в деревне Пикшики (1,5 км).

## Достопримечательности
В деревне Самуково находится памятник земялкам-ветеранам Великой Отечественной войны с их именами.
В непосредственной близости от Самуково находится курган братского захоронения после битвы чуваш с войском казанского хана.

## Транспорт
Автобусное сообщение с райцентром. Остановка общественного транспорта «Самуково».